# Малахов+
«Малахов+» — телепередача о нетрадиционных методах лечения всевозможных заболеваний и о прочих аспектах народной медицины. Выходила в эфир «Первого канала» с 10 апреля 2006 по 3 сентября 2010 года по будням в 11:00, позже в 16:10. С 10 апреля по 19 мая 2006 года выпуски выходили под названием «Малахов + Малахов», с главным ведущим — Геннадием Малаховым и соведущим Андреем Малаховым. С 25 октября по 9 ноября 2012 года транслировались повторы в 10:40.

## Особенности ток-шоу
Особенность этого ток-шоу, согласно мнению его создателей, в том, что
Это программа для тех, кто думает о своем здоровье, кто стремится изменить жизнь к лучшему. Программа о тех, кто никогда, даже в самых безвыходных ситуациях, не опускает руки и не отчаивается. Программа о тех, кто ищет и находит свой путь к радостной и счастливой жизни…
Темы новых выпусков могли предлагать сами зрители и телезрители по почте, телефону и другим средствам связи. Из предложенных зрителями вариантов редакторы ток-шоу выбирали самую актуальную и востребованную тематику для нового выпуска передачи. Далее весь коллектив организаторов разрабатывали новую тему, писали сценарий, составляли список гостей и заранее приглашали их. Сами организаторы ток-шоу сравнивали его с «калейдоскопом народной мудрости, колоссального житейского опыта и оптимизма».
В самой студии в прямом эфире телеведущим и его помощниками делались лекарства, мази, настойки и другие средства, а также описывались разнообразные рецепты от всевозможных заболеваний, которые, по заверению организаторов, тестируются профессиональными врачами и фармацевтами.
В передаче имелись две рубрики: «Рецепт дня» и «Процедура дня от Геннадия Малахова».
Согласно анонсам телепередачи: «зрители программы получат советы и методики, разработанные с учетом лунных ритмов и суточной активности человеческого организма».
В каждом новом выпуске Геннадий Малахов сообщал зрителям об особенностях того или иного дня, связанных с его лунными аспектами, а вместе с тем давал ряд советов и рекомендаций, придерживание которых якобы поможет наладить здоровье, избежать неприятных ситуаций в этот день, почувствовать себя лучше и т. д. Например:
…25 декабря, понедельник, 6-е лунные сутки. Согласно лунному циклу, сегодня активны плечи, руки до локтей, лёгкие и нервная система. Сегодня очень хорошо выполнять дыхательные упражнения. Упражнение «вдох жизни» — открывайте рот и делайте вдох через нос, при этом представляйте, что вы вдыхаете здоровье. Закончив вдох, закрывайте рот, делайте глотательное движение. И мысленно вжимайте поток воздуха в солнечное сплетение или больное место…
Каждый новый выпуск заканчивался фирменной фразой Геннадия Малахова « — Доброго вам здоровьица!».

## История
Основной интригой новой телепередачи, исходя из её дебютного названия («Малахов + Малахов»), должно было стать то, что её вели два однофамильца: народный целитель Геннадий Малахов и известный телеведущий Андрей Малахов. Но 22 мая 2006 года Андрей Малахов был вынужден отказаться от роли ведущего в новой телепередаче, по официальной версии, в связи со сложным и напряжённым графиком:
...Моё другое шоу — «Пусть говорят» — вскоре станет ежедневным... Я понял, что мне нужна легкая передышка ... я попросил освободить меня от работы в «Малахов плюс Малахов».Андрей Малахов в интервью «Комсомольской правде»
По другой версии, Андрей Малахов отказался от участия в совсем ещё новом шоу из-за падения его личного рейтинга.
Вскоре Андрея Малахова заменила актриса Елена Проклова. В руководстве «Первого канала» на этот раз решили не включать фамилию новой соведущей в название передачи, и передача стала называться «Малахов+».

### Новый формат передачи
16 июля 2010 года РИА Новости сообщило о прекращении съёмок телепередачи с 16 июля, но впоследствии представители телеканала опровергли слухи о закрытии телепроекта, при этом подтвердив его возможную трансформацию. Как сказал 18 июля 2010 года в интервью радиостанции «Эхо Москвы» генеральный продюсер «Первого канала» Александр Файфман: «Да мы вообще ничего не закрываем. Мы все время открываем и открываем новые проекты… Мы очень дорожим нашим контактом с народным целителем Геннадием Петровичем, мы программу эту собираемся и в сезоне видеть у себя. Программа, безусловно, как и любой проект, который ежедневно выходит в эфир в течение нескольких лет, имеет так называемую „усталость“, это такой наш внутренний термин, но мы вовсе не собираемся никаким образом отказываться от этого сотрудничества и от этого телепроекта. Он, может, немножко трансформируется. Может быть, уйдет в отпуск на какое-то время летом, что происходит со многими телевизионными проектами… Программа остаётся в эфире Первого канала».
В течение последующих недель руководство «Первого канала» стало разрабатывать концепцию иной передачи, в которой соведущей Геннадия Малахова была бы Елена Малышева. Однако продюсер передачи «Здоровье» Алексей Пиманов, которому была предложена эта идея, отказался от неё, считая, что ничего хорошего, кроме высоких рейтингов на старте, такая передача не принесёт. Вместо этого Пиманов принял участие в выпуске другой передачи Елены Малышевой «Жить здорово!», которая спустя месяц заняла место «Малахов+» в утренней сетке телеканала.
13 августа 2010 года вышел в телеэфир последний выпуск передачи с Еленой Прокловой. Было объявлено, что в новом сезоне её заменит Наталья Морозова. Из-за ухода Елены Прокловой «Первый канал» объявил о том, что передача планируется к выпуску в другом формате. С 23 августа передача выходила в эфире с новым составом ведущих — Геннадием Малаховым, натуропатом Натальей Морозовой и доктором медицинских наук, врачом-неврологом Василием Генераловым. Несколько изменился формат передачи, который стал совмещать в себе народную и традиционную медицины. Позднее Малахов заявил об этом так: «Изначально она была народной, а сейчас стала больше научно-популярной. Подлинной народности в ней нет… Сейчас „Малахов+“ просто популяризирует определённые методы лечения». Показ нового сезона продолжался до 3 сентября 2010 года.
В новом формате программы присутствовали короткие видеосюжеты, которые озвучивал Юрий Деркач.

## Закрытие
6 сентября 2010 года передача не вышла в эфир и была экстренно заменена передачей «Знакомство с родителями», так как Геннадий Малахов не приехал на съёмки. По данным соседей, он пытался покончить жизнь самоубийством, но вовремя остановился. 8 сентября LifeNews, а 9 сентября «Комсомольской правде» он заявил, что у него «не осталось ни физических, ни моральных сил на то, чтобы вести эту программу и дальше», что в последнее время передача «стала тяжёлой для восприятия» и «потеряла подлинную народность», и так как передача сменила название на «Малахов + Генералов» и «Малахов + Морозова», он расторгает контракт. Также он пожаловался, что потянул спину во время съёмок одной из передач, и что у него «немеет правая нога, сердце побаливает». В ответ пресс-служба «Первого канала» заявила, что контракт Малахова может быть расторгнут в одностороннем порядке только при условии выплаты крупной неустойки в размере 1,5-2 млн рублей. В связи с этим передача была закрыта. С 25 октября по 9 ноября 2012 года в эфире «Первого канала» выходили повторы передачи.

## Предшественники
На российском телевидении за всю его историю было и остаётся множество программ о здоровье и о способах его поддержания, многие из которых готовились под пристальным взором профессиональных докторов с большим опытом работы. Среди них такие программы, как «Здоровье» с Еленой Малышевой на «Первом канале», «Мастерская здоровья» на «Рамблере», «Без рецепта» на НТВ, «Будьте здоровы» на «РЕН ТВ».
Несмотря на всё это, многие представители СМИ называют передачу «Малахов+» преемницей совсем иных телевизионных программ: её именуют аналогом сеансов Кашпировского (проходивших в конце 1980-х годов) и Чумака, якобы «заряжавшего водопроводную воду», а также появившейся на НТВ в середине 1990-х годов передачи с названием «Третий глаз», на которую приглашались колдуны и маги.

## Рейтинги
После запуска нового проекта его рейтинги были очень высоки, что сохранялось и по 2010 год. Так, в середине июля 2006 года ток-шоу «Малахов+» заняло 85-е место в таблице ста самых популярных передач в Москве, и рейтинг его составил 3,2 %, что выше, к примеру, чем рейтинг матчей Чемпионата России по футболу 2006, телесериала «Солдаты» и других передач. А по доле аудитории (26,6 %), смотрящей телевизор в то или иное время (в нашем случае в утренние часы, когда идёт ток-шоу «Малахов+») она сравнима с новостными программами «Вести» и «Новости», «Программой максимум» на НТВ и некоторыми другими телепередачами с высоким рейтингом. Таким образом, в середине 2006 года ежедневно с 10:55 до 11:59 (время выхода передачи в эфир, когда составлялся рейтинг) в среднем более 26 % телевизионной аудитории Москвы смотрели передачу «Малахов+».
В целом по России, по результатам составленного в начале января 2007 года рейтинга, телешоу «Малахов+» замкнуло сотню наиболее популярных передач, с результатом 4,5 % (и 21,6 % — доля аудитории).
В первой половине августа 2008 года ток-шоу «Малахов+» занимало девятое место по России среди развлекательных передач, с рейтингом 2,4 % (и 20,8 % телевизионной аудитории).
Многие производители биологически активных добавок (БАД) размещают рекламу своей продукции именно в передаче «Малахов+», так как в её эфире происходит активная агитация зрителей за использование методов нетрадиционного лечения, к которым зачастую можно отнести и употребление биодобавок.

## Номинации
Выпуск передачи «Малахов+» под названием «Одуванчик от 100 болезней», посвящённый, как видно из названия, методам нетрадиционного лечения от всевозможных болезней с помощью одуванчика лекарственного, вышел в финал телевизионного конкурса ТЭФИ-2007 в номинации «Развлекательная программа: образ жизни».

## Критика
Практически сразу после выхода первых выпусков ток-шоу «Малахов+» появилось большое число критических заявлений, статей и писем в адрес «Первого канала», его генерального директора Константина Эрнста и ведущих передачи.

### Критические письма
Одно из первых писем с критикой на передачи с медицинской тематикой, в том числе и на ток-шоу «Малахов+», было направлено в адрес «Первого канала» Обществом специалистов доказательной медицины:

О пропаганде методов лечения, эффективность которых не подтверждена, в программе «Доброе утро», «Малахов+Малахов» на Первом Канале и в других программах. Ежедневно в утреннем эфире первого канала приводятся советы по лечению недугов и сохранению здоровья, которые не только не имеют научного подтверждения эффективности, но, зачастую, представляют собой прямую угрозу здоровью граждан. Вред, нанесённый мракобесием, продвигаемым ангажированными производителями чудесных целебных средств и наивными адептами «народной» и «альтернативной» медицины, может быть связан не только с отказом от эффективного лечения, назначенного лечащим врачом… Нерациональные рекомендации применения шаманских методов оздоровления у здоровых людей и применение неисследованных веществ для лечения людей, страдающих заболеваниями, могут наносить прямой вред здоровью. В случае причинения вреда здоровью очередными «примочками» и «вытяжками» доказать вину Первого канала будет относительно несложной задачей. Помимо юридических аспектов проблемы, есть, в конце концов, и журналистская этика и ответственность, на которую приходится полагаться в ситуациях, когда этика медицинская и система подготовки врачей, к сожалению, дают непростительные сбои. Ведь вы же сами, я надеюсь, не бросаетесь привязывать хрен к ломящим суставам и выполнять другие досредневековые действа, регулярно продвигаемые в вашей передаче. Больше того, мне представляется маловероятным, … что подобные сюжеты могут способствовать рейтинговости программы, так как у значительной части аудитория первого канала интеллектуальные способности все же соответствуют уровню, приемлемому хотя бы для XX века… Ассоциация «Общество специалистов доказательной медицины» обращается к вам с просьбой устранить или хотя бы «цивилизовать» пропаганду различных околомедицинских, в том числе диетологических методов, эффективность которых никогда не подтверждалась научно…— Из открытого письма руководству «Первого канала» от Кирилла Данишевского, Президента Общества специалистов доказательной медицины
В ноябре 2006 года Константину Эрнсту было направлено письмо архиепископа Уфимского и Стерлитамакского Никона (Васюкова), в прошлом врача, где была раскритикована редакционная политика ведущего российского телеканала, которая по его мнению является «вакханалией лженауки, мракобесия и оккультизма». Прежде всего от митрополита досталось таким передачам, как «Доброе утро» и «Малахов+». В письме митрополит Никон просил генерального директора «Первого канала» прекратить «всё возрастающее производство передач, пропагандирующих оккультные антинаучные знания и методы оздоровления» на его телеканале.
Письмо было обнародовано на страницах издания «Газета.ру» лишь через месяц после того, как оно было отправлено гендиректору «Первого канала». Так как ответа на письмо так и не было получено, журналисты «Газеты.ру» решили повторно отправить его послание, приложив к нему ряд собственных размышлений и вопросов по этой тематике.

Особую озабоченность вызывает у нас, что в последнее время все резче проявляется тенденция в редакционной политике на Первом канале, которую можно назвать не иначе как вакханалией лженауки, мракобесия и оккультизма.
Регулярно появляются в эфире «познавательные» передачи о магии, гадании, сглазе и порче и т. п. Причем они режиссированы настолько изощренно и лукаво, что способности колдунов и гадалок, возможность наведения сглаза и порчи, реинкарнации и т. п. выдается за реальность. В передачах практически отсутствует контрмнение священнослужителей, медиков и психологов на представленную проблему, либо оно крайне коротко и обязательно поставлено последующими комментариями оккультистов в таком свете, что, дескать, «они ещё многое не понимают».
С великим сожалением воспринимается уже длительное существование на Первом канале передачи «Малахов+», которую ведёт известный оккультист и пропагандист оккультно-сектантских, лженаучных и откровенно безумных методов «оздоровления» Геннадий Малахов. Каждый раз на телезрителей, может быть, с «чайной ложкой» действительно полезной народной мудрости и опыта нетрадиционной медицины выплескивается ушат ядовитого оккультного мракобесия.
— Из письма гендиректору «Первого канала» К. Л. Эрнсту от Архиепископа Уфимского и Стерлитамакского, а также Управляющего Уфимской епархией Русской православной церкви Никона от 23.11.2006 года, впервые опубликованное на сайте «Газета.ру»
Ещё одно письмо, являющееся в большей степени просьбой, было написано в 2006 году генеральному директору «Первого канала» К. Л. Эрнсту депутатом Государственной думы четвёртого созыва А. Е. Лебедевым:

…3 ноября с. г. примерно в 8 час 45 мин я смотрел мой любимый «Первый канал»… В утреннем эфире был сюжет, в котором разъяснялись способы применения керосина для лечения различных заболеваний. В частности, с экрана телевизора бабушка рассказывала, что надо натирать керосином ноги при простуде, а интервьюируемый мужчина, исходя из собственного опыта, рекомендовал употреблять немного керосина при расстройствах желудка. В сюжете также сообщалось, что лучше всего для этих целей подходит авиационный керосин, как более чистый и обладающий лучшими целебными свойствами. Как раз в этот период я был простужен и испытывал боли в желудке … и решил испытать на себе новое лечебное средство, рекомендованное Вашим каналом. К сожалению, авиационного керосина найти не удалось… Пришлось воспользоваться обычным… К сожалению, никакого улучшения состояния я пока не почувствовал, наоборот — здоровье моё несколько пошатнулось: усилились боли в желудке, проявились признаки респираторного заболевания, повысилось артериальное давление. Допускаю, что положительный результат ещё впереди, как и обещала одна из участниц передачи («эффект наступает не сразу, а на второй-третий день…»). К сожалению, временно не смогу исполнять свои обязанности депутата Государственной Думы, члена фракции Единая Россия до наступления положительного эффекта от применения керосина… убедительно просил бы Вас, уважаемый Константин Львович, помочь зрителям и депутатам Государственной Думы глубже разобраться в полезности и чудодейственных свойствах керосина… В случае, если я неправильно воспользовался рекомендациями, прошу более подробно осветить эту тему в следующей передаче…
— Из письма Генеральному директору «Первого канала» К. Л. Эрнсту от Депутата Государственной Думы четвертого созыва А. Е. Лебедева, опубликованного в «Новой газете»
В 2008 году А. Е. Лебедев сказал в интервью: «Я бы, например, очень хотел закрыть „Первый канал“, который постоянно наносит мне моральные и физические страдания, распространяя заведомо ложные сведения. Во-первых, они меня заставили керосин пить, когда я посмотрел программу „Малахов+“. Я не люблю пить керосин, но они меня убедили, что исчезнут все проблемы насморка и желудка, если попить авиационный керосин. Поэтому, я считаю, надо принимать как минимум предупреждение „Первому каналу“ о закрытии».

### Критика методов лечения
Кандидат медицинских наук, врач-психиатр Юрий Поляков отмечал, что одна из любимых тем Геннадия Малахова — уринотерапия (лечение с использованием мочи). Своим пациентам он всегда рекомендует принимать «упаренную урину», которая приводит к повышению концентрации стероидных гормонов. Научная же точка зрения такова, что в результате подобного лечения «проводится длительное неконтролируемое гормональное „лечение“ в недопустимых дозах. Получая дополнительные порции гормонов, кора надпочечников стремительно стареет, итог — болезни пожилого возраста наступят значительно раньше: климакс, остеопороз, ожирение…»
Другая любимая область врачевания Г. Малахова — это «чистка печени» с помощью немалого употребления масла, в том числе и при желчекаменной болезни, и это всё несмотря на то, что оно «категорически противопоказано при наличии камней в желчном пузыре». Как пишет на этот счёт врач-кардиолог ведущий специалист ННЦКБ № 5 Нижнего Новгорода Анна Андронова в своей статье «Малахов минус»:
Хирурги экстренных отделений прекрасно знакомы с его методом очищения печени, после применения которого больные с желчнокаменной болезнью отправляются прямиком на операционный стол.
Ещё один из универсальных способов лечения, по Геннадию Малахову — использование клизм. Так, для «смягчения лёгких» он предлагает использовать «питательную клизму из отвара говяжьих костей с луком». Мнение же профессиональных врачей и экспертов таково, что «клизма ставится по конкретным поводам. А если ставить без повода, возможно раздражение слизистой прямой кишки, появление трещин, развитие геморроя и — прямая дорога в стационар».
Также Малахов пропагандирует лечение с помощью керосина. По его словам, «при регулярном использовании керосин проникает во все органы и ткани … Крупные паразиты, прикрепленные к стенке кишечника, не вынося керосиновой пленки, отваливаются или уходят подальше вниз. Мелкие просто гибнут в ней». К тому же керосин, по его мнению, «способствует излечению массы заболеваний крови, в том числе и геморроя».
Мнение же научных кругов на этот счёт абсолютно противоположно: по мнению врачей, керосин обладает канцерогенным действием, в связи с чем он может вызвать токсические гепатиты и при многократном приёме внутрь — цирроз печени. А «при контакте с органикой керосин… разрушает клеточные мембраны…, вызывая гибель клеток в месте контакта…, что приводит к химическому ожогу…»
Помимо этого, у Малахова имеется ещё большой набор методик и рецептов: дыхательная терапия, разнообразные диеты, голодание, использование эффекта плацебо, которые в резкой форме критикуются профессиональными врачами.
По мнению медиков, методики и рецепты Малахова некомпетентны, бесполезны, в большинстве случаев они чрезвычайно вредны.
Доктор медицинских наук, профессор, ранее — ведущий передачи «Без рецепта» на НТВ Яков Бранд так отзывался о методах лечения Малахова: «90 процентов из того, что пропагандирует Малахов — нонсенс, его советы запросто могут нанести вред… Малахов не имеет никакого отношения к народной медицине. Его деятельность вообще опасна».

## Факты
- В одной из программ героиня телепрограммы варила мухоморы, которые сам Геннадий Малахов пробовать отказался[34].
- Геннадий Малахов сам себя называет Генешей, аналогичное доменное имя имеет его веб-сайт, на форуме которого он использует ник Genesha.
- Передача была три раза спародирована в телепередаче «Большая разница», а также в «Самом лучшем фильме 2» и в одной из серий телешоу «Наша Russia».